# Huile essentielle d'eucalyptus

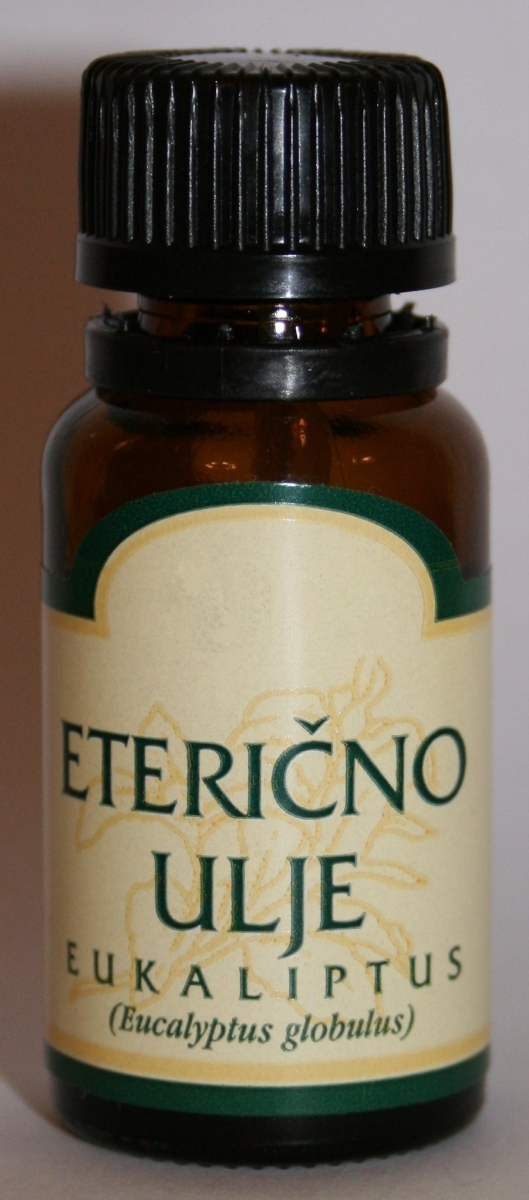
Huile d'eucalyptus pour usage pharmaceutique.

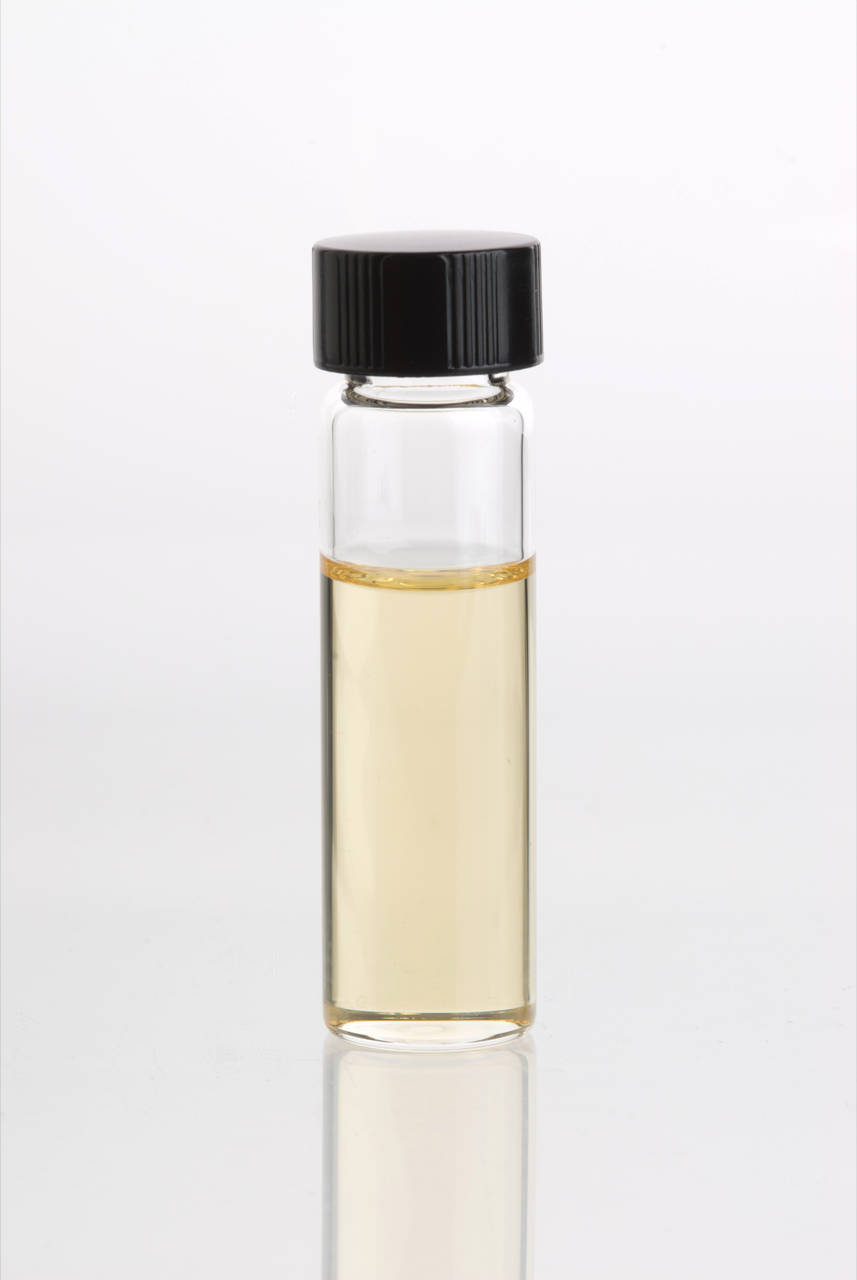
Flacon à l'huile d'Eucalyptus citriodora.

L’huile essentielle d'eucalyptus (Eucalyptus globulus et Eucalyptus radiata) est une huile connue pour ses propriétés expectorantes dues à l'eucalyptol qu'elle contient. Elle est également décongestionnante des muqueuses bronchiques et s'utilise en diffusion, inhalation, ou en friction ; elle ne s'utilise généralement pas par voie orale. 

## Propriétés
L'huile essentielle d’eucalyptus est une huile claire, de couleur jaune pâle, forte avec une odeur fraîche et très caractéristique.

### Propriétés thérapeutiques
L'huile essentielle d’eucalyptus radié a pour propriétés thérapeutiques d’être analgésique, anti-bactérienne, anti-inflammatoire, anti-névralgique, anti-rhumatismale, antiseptique, antispasmodique, antivirale, astringente, cicatrisante, et décongestionnante pulmonaire, ; mélangée à l'essence de Citronnelle de Java, en diffusion, elle est déodorante et éloigne les mouches et les moustiques ; elle est aussi expectorante et  stimulante immunitaire.

## Origine
Il existe à travers le monde près de trois cents espèces d'arbre d'eucalyptus, avec des feuilles longues et fines de couleur bleu-vert, avec des fleurs d'un joli blanc crème.
En grec ancien, le préfixe eu- signifie « bien » et kalypto veut dire « couvrir », à cause de la membrane qui couvre le bouton floral.
Les Aborigènes d'Australie appellent l'eucalyptus radié le « kino » et utilisent ses feuilles pour couvrir les blessures graves. L'huile essentielle d'eucalyptus a été importée en Europe vers la fin du XVIIIe siècle en Angleterre avec comme appellation « menthe de Sydney ».

## Extraction
Traditionnellement, les huiles essentielles sont extraites par hydrodistillation ou entraînement à la vapeur. Ces méthodes sont extrêmement consommatrices en énergie et en solvants, et des procédés alternatifs plus respectueux de l’environnement sont développés comme les extractions assistées par ultrasons, fluides supercritiques et micro-ondes.

## Dangers
L'huile essentielle d’eucalyptus globulus est déconseillée aux personnes qui souffrent d'asthme et chez les enfants avant six ans. Une utilisation trop prolongée de cette huile essentielle peut provoquer des maux de tête. Elle peut être toxique à des doses faibles.
La dose létale probable de cette essence pure se situe dans une fourchette de 0,05 ml (soit à partir d'une demi cuillerée à café pour une personne de 50 kg) à 0,5 ml/kg de masse corporelle. Des empoisonnements violents chez des enfants ont eu lieu après ingestion de 4  à   5 ml d'huile essentielle d’eucalyptus globulus .

## Utilisations
L'huile essentielle d'eucalyptus  a un effet refroidissant et désodorisant sur le corps. Pour les voies respiratoires, elle aide à soulager la toux grasse, les infections de la gorge et la sinusite. Elle apaise l'inflammation, agit comme mucolytique et soulage le rhume. Se gargariser avec de l'huile essentielle d'eucalyptus aide à combattre l’inflammation des gencives.